# Interstate 691
Pour les articles homonymes, voir Route 691.
L'Interstate 691 (I-691) est une autoroute auxiliaire de l'I-91 dans le Connecticut. Elle débute à la jonction avec l'I-84 près de Southington et se termine à la jonction avec l'I-91 à Meriden. L'autoroute parcourt 8,38 miles (13,49 km) d'ouest en est.

## Description du tracé
L'I-691 est l'autoroute principale ouest–est de Meriden. Elle débute à Middlefield comme Route 66 et devient l'I-691 à la jonction avec l'I-91. À l'ouest de l'échangeur avec l'I-91, l'I-691 rencontre la US 5. Elle croise aussi quelques voies locales avant d'atteindre l'I-84 et son terminus dans la ville de Southington.

## Liste des sorties
| Interstate 691            |                             |       |       |        |                                                                    |                                                                        |
| Comté                     | Municipalité                | mi    | km    | Sortie | Intersections / Destinations                                       | Notes                                                                  |
| New Haven                 | Meriden                     | −1,39 | −2,24 | 1      | East Main Street                                                   | Sortie direction ouest, entrée direction est                           |
| New Haven                 | Meriden                     | −0,27 | −0,43 | 1      | Preston Avenue                                                     | Sortie direction est, entrée direction ouest                           |
| New Haven                 | Meriden                     | 0,00  | 0,00  | 1A     | I-91 nord – Hartford, Springfield                                  | Sortie 18 de l'I-91 sud                                                |
| New Haven                 | Meriden                     | 0,40  | 0,64  | 1B     | I-91 sud vers Route 15 (en) sud (Wilbur Cross Parkway) – New Haven | Sortie direction est, entrée direction ouest; sortie 18 de l'I-91 nord |
| New Haven                 | Meriden                     | 0,57  | 0,92  | 1C     | Route 15 (en) nord (Berlin Turnpike)                               | Sortie direction ouest seulement                                       |
| New Haven                 | Meriden                     | 1,01  | 1,63  | 1C-D   | US 5 (Broad Street) / Route 15 (en) nord                           | Sortie direction est                                                   |
| New Haven                 | Meriden                     | 1,01  | 1,63  | 1D     | US 5 (Broad Street)                                                | Sortie direction ouest                                                 |
| New Haven                 | Meriden                     | 2,36  | 3,80  | 2A     | Centre-ville de Meriden                                            | Entrée direction ouest via Lewis Avenue                                |
| New Haven                 | Meriden                     | 2,40  | 3,86  | 2B     | Lewis Avenue vers Route 71 (en)                                    | Sortie direction ouest, entrée direction est                           |
| New Haven                 | Meriden                     | 2,92  | 4,70  | 2B     | Route 71 (en) (Chamberlain Highway) – Kensington                   | Sortie direction est, entrée direction ouest                           |
| Limite Hartford–New Haven | Limite Southington–Meriden  | 4,58  | 7,37  | 4      | Route 322 (en) ouest (West Main Street) – Southington              |                                                                        |
| New Haven                 | Cheshire                    | 6,79  | 10,93 | 6      | Route 10 (en) – Cheshire, Milldale                                 |                                                                        |
| Limite Hartford–New Haven | Limite Southington–Cheshire | 7,89  | 12,70 | 7      | I-84 eest – Hartford                                               | Sortie 27 de l'I-84                                                    |
| Limite Hartford–New Haven | Limite Southington–Cheshire | 8,92  | 14,36 | 8      | I-84 ouest – Waterbury, Danbury                                    | Sortie 27 de l'I-84                                                    |
| - Accès incomplet         |                             |       |       |        |                                                                    |                                                                        |